# Xã Rose, Quận Lyman, Nam Dakota
Xã Rose (tiếng Anh: Rose Township) là một xã thuộc quận Lyman, tiểu bang Nam Dakota, Hoa Kỳ. Năm 2010, dân số của xã này là 25 người.